# Igor Hendrych
Igor Hendrych (* 19. listopadu 1967 Opava) je český politik a vysokoškolský pedagog, od října 2021 poslanec Poslanecké sněmovny PČR, od roku 2016 zastupitel Moravskoslezského kraje, od roku 2018 zastupitel města Opava (v letech 2018 až 2022 také náměstek primátora), člen hnutí ANO 2011.

## Život
V letech 1989 až 2010 byl zaměstnancem Vězeňské služby ČR, kde začínal jako strážný a vychovatel, posléze působil jako inspektor a vrchní inspektor. Konkrétně pracoval ve Věznici a Ústavu pro výkon zabezpečovací detence Opava.
Studoval nejprve obor veřejná správa a regionální politika na Filozoficko-přírodovědecké fakultě Slezské univerzity v Opavě a poté na Fakultě sociálních studií Masarykovy univerzity, kde získal v roce 2017 titul Ph.D. v oboru sociální politika a sociální práce.
V letech 2010 až 2018 působil jako odborný asistent na Ústavu veřejné správy a regionální politiky na Fakultě veřejných politik Slezské univerzity v Opavě. Specializuje se na penologii, sociální práci a vzdělávání ve vězeňství.
Igor Hendrych žije ve městě Opava, konkrétně v části Opava - Předměstí.

## Politické působení
V komunálních volbách v roce 2014 kandidoval jako nestraník za hnutí ANO 2011 do Zastupitelstva města Opava, ale neuspěl. Později se stal členem hnutí ANO 2011 a jako lídr kandidátky byl zvolen zastupitelem města ve volbách v roce 2018. V listopadu 2018 se navíc stal náměstkem primátora, od září 2020 pak 1. náměstkem primátora. V komunálních volbách v roce 2022 kandidoval do zastupitelstva Opavy ze 14. místa kandidátky hnutí ANO 2011. Mandát zastupitele města se mu podařilo obhájit, náměstkem primátora již zvolen nebyl.
V krajských volbách v roce 2016 byl jako člen hnutí ANO 2011 zvolen zastupitelem Moravskoslezského kraje. Post krajského zastupitele pak ve volbách v roce 2020 obhájil. Působí jako člen výboru sociálního a výboru pro národnostní menšiny. Také ve volbách v roce 2024 byl z pozice člena hnutí ANO zvolen krajským zastupitelem.
Ve volbách do Poslanecké sněmovny PČR v roce 2017 kandidoval jako člen hnutí ANO 2011 v Moravskoslezském kraji, ale neuspěl. Ve volbách do Poslanecké sněmovny PČR v roce 2021 kandidoval za hnutí ANO 2011 na 6. místě kandidátky v Moravskoslezském kraji. Získal 3 322 preferenčních hlasů a stal se poslancem.
Ve sněmovních volbách v roce 2025 kandiduje na 4. místě kandidátní listiny hnutí ANO v Moravskoslezském kraji.